# ویستاستون
ویستاستون (به انگلیسی: Wistaston) یک روستا و محله مدنی در بریتانیا است که در چشر شرقی واقع شده است. ویستاستون ۸٬۱۱۷ نفر جمعیت دارد.